# Демократическая конвергенция Каталонии
Демократическая конвергенция Каталонии (кат. Convergència Democràtica de Catalunya, CDC) — каталонская националистическая и либеральная партия, действовавшая в Каталонии (Испания) с 1974 по 2016 год. Преобразована в Каталонскую европейскую демократическую партию.
Это была самая крупная политическая организация в автономном сообществе Каталония, насчитывавшая более 60 000 членов. Последний президентом партии до его реорганизации был Артур Мас.
Вместо того чтобы использовать полную аббревиатуру (CDC) партия часто упоминалась как Конвергенция (Convergència).

## История
Основанная 17 ноября 1974 года во время перехода Испании к демократии, Конвергенция была основной силой многолетней коалиции «Конвергенция и Союз», где её младшим партнёром выступал Демократический союз Каталонии. Основателем Конвергенция был Жорди Пужоль, возглавлявший женералитет Каталонии в течение 23 лет подряд (1980—2003). До раскола коалиции по вопросу о независимости Каталонии в 2015 году, обе партии доминировали в каталонской региональной политике с 1980-х годов и вплоть до начала 2000-х годов. Исторически сложилось, что в 2000-х и 2010-х годах «Конвергенция и Союз», даже не имея большой фракции в испанском парламенте, мог оказывать влияние на формирование правительства, тактически поддерживая то социалистов, то противостоящим им «народникам» в обмен на дополнительные инвестиции для Каталонии от испанского правительства.
Проведя семь лет в оппозиции, блок «Конвергенция и Союз» под руководством лидера партии Конвергенция Артура Маса, вернулся к власти в Каталонии в результате парламентских выборов 2010 года, хотя, в отличие от предыдущих лет, и не смог достигнуть абсолютного большинства в региональном парламенте. Партии пришлось искать союзников для формирования коалиционного правительства. Сначала партнёром Конвергенции выступила Партия социалистов Каталонии (региональная структура Испанской социалистической рабочей партии), затем правоцентристская Народная партия. Результатом отсутствия устойчивого большинства в парламенте стал период политической нестабильности, которых дважды приводил регион к досрочным выборах (2012 и 2015 годы).
В течение этого периода, Конвергенция под руководством Маса совершила быстрый поворот от регионализма к сепаратизму. С 2015 года партия является последовательным сторонником независимости Каталонии от Испании.
Одним из последствий «сепаратистского поворота» стал развал коалиции с Демократический союзом Каталонии в преддверии общеиспанских выборах 2015 года. В то время как Конвергенция вместе с «Демократами Каталонии» (группировка, отколовшаяся от Демократического союза) и «Перегруппировкой за независимость» образовали сепаратистский блок «Демократия и Свобода», её прежние многолетние союзники выступили против выхода из Испании и пошли на выборы самостоятельно. Результаты голосования в 2015 году показали, что «сепаратистский поворот» помог Конвергенции сохранить своё представительство в испанском парламенте, в то время как Демократический союз получил менее 2,0 % голосов каталонских избирателей.
Вскоре после выборов Конвергенция и левонационалистическая партия Республиканская левая Каталонии создали широкую коалиция «Вместе за „Да“» (кат. Junts pel Sí) для совместного участия в региональных парламентских выборах 27 сентября 2015 года. К ним присоединились «Демократы Каталонии», «Перегруппировка за независимость» и Левое движение. В итоге, новой коалиции удалось опередить другие партии, но она не смогла достичь абсолютного большинства. В результате было сформировано правительство меньшинства во главе с членом Конвергенции Карлесом Пучдемоном.
В июле 2016 года Демократическая конвергенция Каталонии была преобразована в Каталонскую европейскую демократическую партию, лидером которой стал Артур Мас.